# Балерина
Балерина (итал. ballerina — танцовщица, от итал. ballare — танцевать) — артистка балетного театра, исполнительница классических танцев, выученная согласно академическим балетным канонам и использующая в танце пальцевую технику.
В России в XX веке балериной стала называться любая балетная танцовщица, тогда как в Российской империи так называлась лишь солистка, занявшая наивысшее положение в балетной труппе. Этот титул появился в Императорских театрах в третьей четверти XIX века[уточнить] вместе с появлением на балетной сцене целой плеяды итальянских виртуозок, приглашаемых из-за границы на положение ведущих солисток. Артистка, не являющаяся ведущей солисткой, именовалась дансёркой (от фр. danse — танец) или танцоркой, затем — просто танцовщицей.

## Прима-балерина
При́ма-балерина (от лат. prima — «первая») — балерина, занимающая первое положение в театре, ведущая солистка труппы, исполняющая главные партии в спектаклях. Это танцовщица высшей квалификации, обладающая неповторимым своеобразием интерпретации ролей, высокой техникой и артистизмом. Этот титул также пришёл в Россию из Италии, однако чаще всего он используется чисто номинально — в прессе, интервью, критических разборах и т. д. В то же время, солистки некоторых российских театров (например, Музыкального театра имени К. С. Станиславского и Вл. И. Немировича-Данченко) носят этот титул официально.
В англоязычных странах для обозначения высшего статуса балерины используется словосочетание англ. principal dancer — «главная танцовщица» (тж. танцовщик), во Франции — словосочетание première danseuse, «первая танцовщица».
В балетной труппе парижской Оперы, традиционно имеющей собственную сложную иерархию, на протяжении XIX века ведущая танцовщица именовалась «первым сюжетом» (фр. première sujet). Артистки и артисты, которые смогли подняться на самую высшую ступень служебной лестницы этой труппы, с конца XIX века начали носить титул «звезды» (фр. étoile). Этот статус, появившийся в 1895 году[уточнить] как «сюжет-этуаль» (фр. sujet étoile), окончательно закрепился уже в XX веке. В 1938 году балерина Соланж Шварц стала первой, кто был официально возведён в ранг танцовщицы — «этуали» (фр. danseuse étoile).

### Prima ballerina assoluta
С начала XIX века некоторые итальянские танцовщицы начали добавлять к своему титулу прима-балерины слово assoluta — «абсолютная», подчёркивая таким образом своё первенство в профессии и тот факт, что у них нет соперниц на сцене. В России в конце XIX века так называли Пьерину Леньяни, затем, в начале XX века, этот титул носила Анна Павлова, ставшая всемирно известной после того, как покинула Россию и начала гастролировать со своей труппой по самым разным странам.
Позднее некоторые танцовщицы получали это звание официально. Так, в 1970-х годах Берлинский сенат принял решение наградить этим титулом балерину Еву Евдокимову после того, как она стала солисткой западноберлинской Немецкой оперы; в 1979 году, к своему 60-летнему юбилею, этот титул с согласия королевы Великобритании Елизаветы II получила солистка лондонского Королевского балета Марго Фонтейн; а в 1984 году президент ЮАР Питер Бота наградил этим титулом южноафриканскую балерину Филис Спира.
В настоящее время этот редкий титул используется лишь символически, как знак признания выдающегося таланта знаменитой артистки и обычно рассматривается как почесть, а не официальный статус.